# 宇宙論
宇宙論（うちゅうろん、英: cosmology、コスモロジー）とは、「宇宙」や「世界」などと呼ばれる人間をとりかこむ何らかの広がり全体、広義には、それの中における人間の位置、に関する言及、論、研究などのことである。
宇宙論には神話、宗教、哲学、神学、科学（天文学、天体物理学）などが関係している。
「Cosmology コスモロジー」という言葉が初めて使われたのはクリスティアン・ヴォルフの 『Cosmologia Generalis』（1731）においてであるとされている。
本項では、神話、宗教、哲学、神学などで扱われた宇宙論も幅広く含めて扱う。

## 概論
古代においても、人間は自身をとりかこむ世界について語っていた。
古代インドではヴェーダにおいて、「無からの発生」や「原人による創造」といった宇宙創生論が見られ、後には「繰り返し生成・消滅している宇宙」という考え方が現れたという。
古代ギリシャにおいては、エウドクソス、カリポス、アリストテレスらが、地球中心説を構築した。アリストテレスは celestial spheres は永遠不変の世界で、エーテルを含んでいる、と考えた。
ヨーロッパ中世のスコラ哲学においても、アリストテレス的な宇宙論が採用された。
ヨーロッパにおいては19世紀ごろまで、宇宙論は形而上学の一分野とされ、自然哲学において扱われていた。
現在の自然科学の宇宙論につながるそれは、天体は地上の物体に働いているのと同じ物理法則に従っていることを示唆するコペルニクスの原理と、それらの天体の運動の数学的理解を初めて可能にしたニュートン力学に端を発している。これらは現在では天体力学と呼ばれている。
現代の宇宙論は20世紀初めのアルベルト・アインシュタインによる一般相対性理論の発展と、非常に遠い距離にある天体の観測技術の進歩によって始まった。
天文学・宇宙物理学における宇宙論は、我々の宇宙自体の構造の研究を行なうもので、宇宙の生成と変化についての根本的な疑問に関連している。
20世紀には宇宙の起源について様々な仮説を立てることが可能になり、定常宇宙論、ビッグバン理論、あるいは振動宇宙論などの説が提唱された。
1970年代ころから、多くの宇宙論研究者がビッグバン理論を支持するようになり、自らの理論や観測の基礎として受け入れるようになった。

## 分野ごとの定義
それぞれの観点から見た場合の「宇宙」の定義には、以下のようなものがある。

### 宗教哲学
哲学的・宗教的観点から見た場合、宇宙全体の一部でありながら全体と類似したものを「小宇宙」と呼ぶのに対して、宇宙全体のことを「大宇宙」と呼ぶ。

### 天文学および現代宇宙論
天文学的観点から見た場合、「宇宙」はすべての天体・空間を含む領域をいう。銀河のことを「小宇宙」と呼ぶのに対して「大宇宙」ともいう。

### 航空宇宙および宇宙工学
「地球の大気圏外の空間」という意味では、国際航空連盟 (FAI) の規定によると空気抵抗がほぼ無視できる真空である高度 100 km 以上のことを指す。この基準はカーマン・ラインと呼ばれる。
その他の宇宙と地球大気圏を分ける基準として、アメリカ合衆国における宇宙飛行士の認定プログラムの規定がある。1950年ごろ、アメリカ空軍（USAF）では高度 50 測量マイル（50 ✕ 6336/3937 km ≒ 80.47 km［1959年以前当時］）以上に到達した飛行士を宇宙飛行士と認定する規定を設けていた。連邦航空局（FAA）は USAF の基準を踏襲し 50 測量マイル以上に到達した飛行士を民間宇宙飛行士と認定している。

## 語意
「宇宙」という語は一般には、cosmos, universe, (outer) space の訳語として用いられる。 英語の cosmos は古代ギリシア語の κόσμος に由来する。κόσμος は原義では秩序だった状態を指すが、ピタゴラスによって世界そのものを指す言葉としても用いられるようになった。「宇宙」は後者の意味に対してあてられる。一般には universe と同義だが cosmos は原義より秩序と調和のあることを含意する。「時間、空間内に秩序をもって存在する『こと』や『もの』の総体」としての宇宙 (cosmos) に関してはコスモスの項も参照。
英語 universe はラテン語 universum に由来し、すべての物と事象の総体を意味する。接頭辞 uni- は数詞の “1” を表すが、universe から派生して multiverse, omniverse などが造語されている。詳細はそれぞれ多元宇宙およびオムニバースの項を参照。
英語 outer space あるいは単に space は、地球の大気圏外の空間や、地球を含む各天体の大気圏外の空間を指し、日本語では「宇宙空間」ないし「外宇宙」の訳があてられ、また日本語においても単に「宇宙」と呼ぶことが一般的である。地球の大気に関して、宇宙空間と大気圏内の境界として（便宜的に）カーマン・ラインが定義されている。詳細は宇宙空間の項を参照。

## 宇宙論の歴史

### 古代インド
ヴェーダ（紀元前1000年頃から紀元前500年頃）の時代から、すでに無からの発生、原初の原人の犠牲による創造、苦行の熱からの創造、といった宇宙生成論がある、という。また、地上界・空界・天界という三界への分類もあったという。
後の時代、繰り返し生成・消滅している宇宙という考え方が成立したという。これには業（ごう、カルマン）の思想が関連しているという。
この無限の反復の原因は、比較的初期の仏教においては、衆生の業の力の集積として理解されていたという。それが、ヒンドゥー教においては、創造神ブラフマーの眠りと覚醒の周期として表象されるようになったという（ブラフマーは後にヴィシュヌに置き換わった）。

### 様々な神話
世界各地には、神によって世界が作られたとする言及、物語、説が多数存在する。それらは創造神話や創世神話とも呼ばれている。

### 古代ギリシャ
紀元前700年ころに活動したヘシオドスの『神統記』の116行目には「まず最初にchaos カオスが生じた」とある。古代ギリシャ語の元々の意味では「chaos」は《大きく開いた口》を意味していた。まずそのchaosがあり、そこから万物が生成した、とされたのである。そしてそのカオスは暗闇を生んでいるともされた。
ピタゴラス学派の人々は宇宙をコスモスと呼んだ。この背景を説明すると、古代ギリシャでは「kosmosコスモス」という言葉は、調和がとれていたり秩序がある状態を表現する言葉であり、庭園・社会の法・人の心などが調和がとれている状態を「kata kosmon（コスモスに合致している）」と表現した。同学派の人々は、数を信仰しており、存在者のすべてがハルモニアやシンメトリアといった数的で美的な秩序を根源としていると考え、この世界はコスモスなのだ、と考えた。このように見なすことにより同学派の人々は、一見すると不規則な点も多い天文現象の背後にひそむ数的な秩序を説明することを追及することになった。その延長上にプロラオスやエウドクソスらによる宇宙論がある。

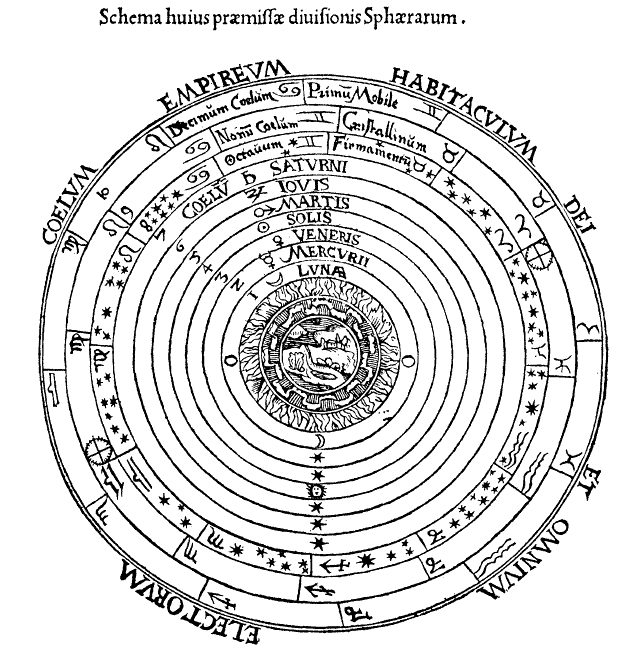
ペトルス・アピアヌスによって描かれた“Cosmographia”。古代から中世にかけての宇宙論。（アントワープ、1539年）

古代ギリシャのエウドクソス（紀元前4世紀ころ）は、地が中心にあり、天体がそのまわりを回っているとした（→地球中心説、天動説）。27の層からなる天球が地を囲んでいると想定した。 古代ギリシャのカリポス（紀元前370-300頃）は、エウドクソスの説を発展させ、天球を34に増やした。
アリストテレス（紀元前384-322年）は『形而上学』において、エウドクソスおよびカリポスの説を継承・発展させた。
やはりこの地が中心にあり、天球が囲んでいる、とした。ただし、エウドクソスやカリポスは天球が互いに独立していると考えていたのに対し、連携があるシステムとし、その数は48ないし56とした。各層は、それぞれ固有の神、自らは動かず他を動かす神（en:unmoved mover）によって動かされている、とした。こちら側の世界は四元素で構成されているとし、他方、天球は四元素以外の第五番目の不変の元素、エーテルも含んでいると考えた。天球の世界は永遠に不変であると考えていた。

### 新約聖書
『七十人訳聖書』においてはκόσμος（kosmos）という言葉以外にoikumeneという言葉も用いられていた。キリスト教神学においては、kosmosの語は、「この世」の意味でも、つまり「あの世」と対比させられる意味でも用いられていたという。

### プトレマイオス

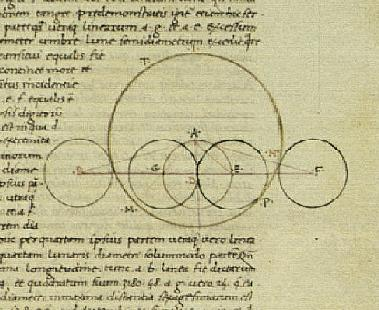
アルマゲスト（George of Trebizond によるラテン語版、1451年頃）

クラウディオス・プトレマイオス（2世紀ごろ）は『アルマゲスト』において、もっぱら天球における天体の数学的な分析、すなわち太陽、月、惑星などの天体の軌道の計算法を整理してみせた。そして後の『惑星仮説』において自然学的な描写を試み、同心天球的な世界像、すなわち地球が世界の中心にあるとし、その周りを太陽、月、惑星が回っていることを示そうとした。惑星の順は伝統に従い、地球（を中心として）、月、水星、金星、太陽、火星、木星、土星だとした。

### イスラーム世界
イブン・スィーナーはアリストテレスの論、プトレマイオスの論、ネオプラトニズムの混交した説を述べた。彼は、地球を中心とした9の天球が同心円的構造を成しているとし、一番外側に「諸天の天」、その内側に「獣帯天の天球」、土星天、木星天、火星天、太陽天、金星天、水星天、月天、そしてその内側に月下界（地球）がある、とした。「諸天の天」から月天までの9天は全て第五元素であるエーテルから構成されており不変であり、それに対して月下界は四元素の結合・分解によって生成消滅を繰り返しているとした。9天は地球を中心に円運動を行っている。そして、その動力因は各天球の魂である。魂の上に、各天球を司っている知性（ヌース）がある。一者（唯一神、アッラー）から第一知性が流出（放射）し、第一知性から第二知性と第一天球とその魂が流出（放射）する。その流出（放射）は次々に下位の知性でも繰り返されて、最後に月下界が出現したとする。

### ヨーロッパ中世
ヨーロッパ中世において行われていたスコラ哲学においては、アリストテレスの説を採用し、彼の『自然学』および四元素説も継承していた。そして、月下界（人間から見て、月よりもこちら側寄りの世界）は四元素の離散集合によって生成消滅が起きている世界だが、天上界は（月からあちら側の世界は）、地上の世界とは根本的に別の世界だと想定されており、円運動だけが許される世界で、永遠で不生不滅の世界であるとされていた。そして、天上界は固有の第五元素から構成される、とされていた。

## 現代
西欧では、（19世紀の学者もそうであったが）20世紀初頭の物理学者らも、宇宙は始まりも終わりもない完全に静的なものである、という見解を持っていた。
現代的な宇宙論研究は観測と理論の両輪によって発展した。
1915年、アルベルト・アインシュタインは一般相対性理論を構築した。アインシュタインは物質の存在する宇宙が静的になるように、自分が導いたアインシュタイン方程式に宇宙定数を加えた。しかしこのいわゆる「アインシュタイン宇宙モデル」は不安定なモデルである。この宇宙モデルは最終的には膨張もしくは収縮に至る。一般相対論の宇宙論的な解はアレクサンドル・フリードマンによって発見された。彼の方程式はフリードマン・ロバートソン・ウォーカー計量に基づく膨張（収縮）宇宙を記述している。
1910年代にヴェスト・スライファーとやや遅れてカール・ウィルヘルム・ヴィルツは渦巻星雲の赤方偏移はそれらの天体が地球から遠ざかっていることを示すドップラーシフトであると解釈した。しかし天体までの距離を決定するのは非常に困難だった。すなわち、天体の角直径を測ることができたとしても、その実際の大きさや光度を知ることはできなかった。そのため彼らは、それらの天体が実際には我々の天の川銀河の外にある銀河であることに気づかず、自分達の観測結果の宇宙論的な意味についても考えることはなかった。
1920年4月26日、アメリカ国立科学院においてハーロー・シャプレーとヒーバー・ダウスト・カーチスが、『宇宙の大きさ』と題する公開討論会を行った。一方のシャプレーは、「我々の銀河系の大きさは直径約30万光年程度で、渦巻星雲は球状星団と同じように銀河系内にある」との説を展開し、対するカーチスは、「銀河系の大きさは直径約2万光年程度で、渦巻星雲は、（この銀河系には含まれない）独立した別の銀河である」との説を展開した。この討論は天文学者らにとって影響が大きく、「The Great Debate」あるいは「シャプレー・カーチス論争」と呼ばれるようになった。
1927年にはベルギーのカトリック教会の司祭であるジョルジュ・ルメートルがフリードマン・ルメートル・ロバートソン・ウォーカーの式を独立に導き、渦巻星雲が遠ざかっているという観測に基づいて、宇宙は「原始的原子」の「爆発」から始まった、とする説を提唱した。これは後にビッグバンと呼ばれるようになった。1929年にエドウィン・ハッブルはルメートルの理論に対する観測的裏付けを与えた。ハッブルは渦巻星雲が銀河であることを証明し、星雲に含まれるケフェイド変光星を観測することでこれらの天体までの距離を測定した。彼は銀河の赤方偏移とその光度の間の関係を発見した。彼はこの結果を、銀河が全ての方向に向かってその距離に比例する速度（地球に対する相対速度）で後退していると解釈した。この事実はハッブルの法則として知られている。ただしこの距離と後退速度の関係は正確には比較的近距離の銀河についてのみ確かめられたものだった。観測した銀河の距離が最初の約10倍にまで達したところでハッブルはこの世を去った。
宇宙原理の仮定の下では、ハッブルの法則は宇宙が膨張していることを示すことになる。このアイデアからは二つの異なる可能性が考えられる。一つは前述の通りルメートルが1927年に発案し、さらにジョージ・ガモフが支持し発展させたビッグバン理論である。もう一つの可能性はフレッド・ホイルが1948年に提唱した定常宇宙モデルである。定常宇宙論では銀河が互いに遠ざかるにつれて新しい物質が生み出される。このモデルでは宇宙はどの時刻においてもほぼ同じ姿となる。長年にわたって、この両方のモデルに対する支持者の数はほぼ同数に分けられていた。
しかしその後、宇宙は高温高密度の状態から進化してきたという説を支持する観測的証拠が見つかり始めた。1965年の宇宙マイクロ波背景放射の発見以来、ビッグバン理論が宇宙の起源と進化を説明する最も良い理論と見なされるようになった。1960年代終わりよりも前には、多くの宇宙論研究者は、フリードマンの宇宙モデルの初期状態に現れる密度無限大の特異点は数学的観念化の結果出てくるものであって、実際の宇宙は高温高密度状態の前には収縮しており、その後再び膨張するのだと考えていた。このようなモデルをリチャード・トールマンの振動宇宙論と呼ぶ。1960年代にスティーヴン・ホーキングとロジャー・ペンローズが、振動宇宙論は実際にはうまくいかず、特異点はアインシュタインの重力理論の本質的な性質であることを示した。

ビッグバン理論

これによって宇宙論研究者の大部分は、宇宙が有限時間の過去から始まったとするビッグバン理論を受け入れるようになった。
ただし現在でも一部の研究者は、ビッグバン理論のほころびを指摘し、定常宇宙論やプラズマ宇宙論などの宇宙論を支持している。